# Beware of Darkness
Albums de Spock's Beard
The Light
(1995) The Kindness of Strangers
(1998)
Beware of Darkness est un album du groupe de rock progressif américain Spock's Beard, sorti en 1996.

## Liste des titres
| No | Titre               | Durée |
| -- | ------------------- | ----- |
| 1. | Beware Of Darkness  | 5:41  |
| 2. | Thoughts            | 7:10  |
| 3. | The Doorway         | 11:27 |
| 4. | Chautauqua          | 2:49  |
| 5. | Walking On The Wind | 9:06  |
| 6. | Waste Away          | 5:26  |
| 7. | Time Has Come       | 16:53 |

## Musiciens
- Neal Morse : claviers, guitare, chant
- Alan Morse : guitare
- Dave Meroes : basse
- Nick D'Vigillo : batterie
- Ryo Okumoto : claviers

## Appréciations de leurs créateurs
Neal Morse : "Ryo est devenu membre du groupe et nous étions donc désormais cinq. Je me souviens être dans le studio avec Kevin Gilbert pour mixer l’album, lorsqu’il était encore en vie. Je me souviens avoir enregistré mes parties de chant pour la chanson Time Has Come à 4h00 du matin."
Nick D'Vigillo : "J’adore cet album, entre autres parce qu’il a été mixé par Kevin Gilbert qui est mort depuis. Il a un sens très spécial pour moi du coup. Il a un son très cool. Je pense également que cet album est le plus progressif de l’histoire de Spock’s Beard. Pas de pop dans cet album, juste du vrai rock progressif. Kevin a contribué à rendre cet album un peu plus spécial."